# جامعة جنوب الوادي الأهلية
جامعة جنوب الوادي الأهلية هي جامعة أهلية غير هادفة للربح وتهتم بالتميز في التعليم والبحث العلمي وتدعمها الدولة وتوجد في مدينة قنا، مصر.

## النشأة
في 26 أغسطس 2020، وافق مجلس جامعة جنوب الوادي، بجلسته الاخيرة المنعقدة بمقر الجامعة بقنا على إنشاء جامعة أهلية بمسمي «جامعة جنوب الوادي الأهلية».
في 18 يناير 2021، سلم رئيس جامعة جنوب الوادى، الأرض المخصصة لإنشاء جامعة جنوب الوادى الأهلية إلى الجهة المنفذة، بحضور نائب رئيس الجامعة، منسق ملف الجامعة الأهلية، ووكيل كلية الهندسة وعضو اللجنة الهندسية للجامعة الأهلية.
في 10 يوليو 2021، تفقد رئيس جامعة جنوب الوادي، إنشاءات جامعة جنوب الوادي الأهلية، بحضور نائب رئيس الجامعة لشئون خدمة المجتمع وتنمية البيئة.

## الموقع
جامعة جنوب الوادي الأهلية تضم 10 مباني، حيث يتم إنشاء مبنى لإدارة الجامعة، ومبنى للمعامل، ومبنى للعلوم الإنسانية، و 3 مباني للعلوم الطبية، و 2 مبنى للعلوم الهندسية و 2 مبنى للورش.